# Laski (Borownica)
Laski – część wsi Borownica w Polsce, położona w województwie lubelskim, w powiecie janowskim, w gminie Janów Lubelski.
Do 1972 w granicach miasta Janowa Lubelskiego.
W latach 1975–1998 miejscowość administracyjnie należała do województwa tarnobrzeskiego.
Graniczy od północy z Laskami (częścią wsi Biała Pierwsza).